# Famiglia Trafficante
La famiglia Trafficante, conosciuta anche come Famiglia della Florida, è una famiglia mafiosa originaria di Tampa ed influente in Florida.

## Storia

### Malavita di Tampa
Il crimine organizzato a Tampa iniziò con Charles "Charlie" Wall, che nel 1920 dominava il gioco d'azzardo e la corruzione in tutta l'area di Tampa. I suoi affari avevano sede al quartiere di Tampa conosciuto come Ybor City, e nella sua organizzazione accoglieva italiani, cubani, irlandesi ed altre etnie. L'unico rivale di Charlie Wall era il boss mafioso di Tampa, Ignacio Antinori.

### Banda Antinori
La prima banda italiana di Tampa fu fondata nel 1925 e capeggiata, appunto, da Ignacio Antinori, che operava in tutta l'area di Tampa Bay. Antinori era immigrato dalla Sicilia, e si occupava principalmente del traffico di alcolici durante tutto il Proibizionismo, per poi invischiarsi anche pesantemente nei narcotici verso la fine degli anni '20. Nacque però anche una piccola banda, italiana anch'essa, nell'area di Tampa fondata da Santo Trafficante Sr., che viveva a Tampa dall'età di 18 anni.
Tuttavia, grazie alle capacità monopolistiche di Trafficante, la sua banda controllava tutte le scommesse di Tampa. Antinori, riconoscendo le capacità di Trafficante, accolse lui e tutta la sua banda nella sua organizzazione, creando di fatto una famiglia mafiosa che in poco tempo controllava le scommesse di Bolita in tutta la Florida.

### Guerra Wall-Antinori
L'espansionismo di Antinori fece accrescere la rivalità con Wall, che nel 1930 sfociò in una guerra sanguinosa che durò 10 anni, concludendosi con l'omicidio di Antinori nel 1940. Tuttavia l'organizzazione di Wall si era indebolita, arrivando vicino alla disfatta completa, lasciando Santo Trafficante Sr. il boss più potente di tutta Tampa.

### Era Trafficante Sr.
Come boss, Santo Trafficante Sr. aveva acquisito la maggior parte dei racket della città, e stava istruendo suo figlio Santo Trafficante Jr., alla successione come boss della famiglia. Come copertura per le sue attività, Santo Sr. acquisì una fabbrica di sigari di successo molto redditizia, tanto da venir considerato da molti un uomo d'affari leciti. Tuttavia la polizia continuava ad indagare su Santo sr. e sulla sua organizzazione, cosa che lo portò ad installare Salvatore Italiano come boss di facciata. Nonostante gli sforzi, con l'audizione Kefauver e la testimonianza di Charlie Wall, Santo Sr. fuggi a Cuba con la maggior parte dei suoi uomini. I Trafficante avevano avviato la loro espansione a Cuba già dal 1946, quando Santo Sr. mandò suo figlio Santo Jr. a gestire i loro casinò a L'Avana.
Negli anni a venire, i Trafficante divennero ricchi grazie ai lucrosi casinò cubani, anche se Santo Sr. non raggiunse mai la sua ambizione di rendere Cuba un suo territorio. Con la fine delle audizioni Kefauver, i Trafficante tornarono a Tampa, per scoprire che Salvatore Italiano era fuggito in Messico e che Jimmy Lumia aveva assunto la leadership della famiglia a Tampa. Tuttavia Lumia fu ucciso dai Trafficante dopo aver scoperto che li denigrava ed insultava quando fuggirono a Cuba; ciò porto Santo Sr. a riottenere il titolo di boss. Nel 1953, Santo Jr. subì un attentato, che lo portò a sospettare del vecchio rivale Charlie Wall, che fu ucciso nel 1955. L'anziano boss Santo Trafficante Sr. morì nel 1954 per cause naturali.

### Era Trafficante Jr.
Il nuovo boss Santo Trafficante Jr. cementò subito il suo potere con il pugno di ferro. Santo Jr. divenne presto uno dei boss più potenti di tutta la nazione, alleato con le Cinque famiglie, soprattutto la famiglia Lucchese e la famiglia Bonanno. Era anche un forte alleato di Gaetano Lucchese, suo mentore e vecchio amico di suo padre Santo Sr. Assieme a Carlos Marcello, boss di New Orleans e John Roselli, capo della Chicago Outfit, avrebbe preso parte nel 1960, ad un complotto della CIA per uccidere Fidel Castro, che aveva costretto le famiglie e le organizzazioni criminali a ritirarsi da Cuba. Si sospetta anche di un suo coinvolgimento con l'omicidio Kennedy, in quanto socio di Jack Ruby, assassino di Lee Harvey Oswald. A livello criminale, Santo Jr. estese l'influenza della famiglia Trafficante in tutta la Florida, con profonde ramificazioni nel traffico di stupefacenti, gioco d'azzardo e prostituzione. Durante la sua vita, non andò mai in carcere e morì, nel 1987, per cause naturali.

### LoScalzo e situazione attuale
Con la morte di Santo Jr., la famiglia segna il suo declino ed il boss diventa Vincent LoScalzo, aprendo la Florida anche alle 5 famiglie di New York. La famiglia era ormai molto ridotta, sia perché molti dei vecchi membri erano morti o si erano ritirati, sia perché in Florida non c'erano più forti comunità italiane. Però è riuscita a investire i suoi soldi anche in attività lecite, come negozi di liquori, tabaccherie, night club, bar e ristoranti. Inoltre ha acquisito legami anche in California, New Jersey e New York, oltre ad essere collegata con la mafia siciliana. Ora Vincent LoScalzo è settantenne in semi-ritiro, ma anche molto ricco. Oggi i racket dei Trafficante sono stati presi in consegna dalle Cinque famiglie di New York, in particolare i Gambino.

## Leadership storica

### Boss (ufficiale e reggente)
- 1920-1940 — Ignacio Antinori — assassinato il 24 ottobre 1940.
- 1940-1954 — Santo Trafficante Sr. — morto di attacco di cuore nell'agosto 1954.
  - Reggente 1946-1948 — Salvatore "Red" Italiano — fuggito in Messico nel 1948.
  - Reggente 1948-1950 — James "Head of the Elks" Lumia — assassinato il 5 giugno 1950.
- 1954-1987 — Santo Trafficante Jr. — morto il 17 marzo 1987.
- 1987-presente — Vincent LoScalzo

### Sottocapo
- 1920-1940 — Santo Trafficante Sr. — diventato boss nel 1940.
- 1940-1948 — Salvatore "Red" Italiano — fuggito in Messico nel 1948.
- 1948-1950 — James "Head of the Elks" Lumia — assassinato il 5 giugno 1950.
- 1950-1954 — Santo Trafficante Jr. — diventato boss nel 1954.
- 1954-1968 — Augustine "Primo" Lazzara — morto nel 1968.
- 1968-1987 — Vincent LoScalzo — diventato boss nel 1987.
- 1987-1994 — Francesco "Daddy Frank" Diecidue — morto nell'ottobre 1994.
- 1994-2003 — Frank Albano

### Consigliere
- Grado storicamente non presente nella famiglia
  - Informale 1920-1930 — Ignazio Italiano — morto l'11 agosto 1930.
  - Informale 1930-1947 — Alfonso Diecidue — morto nel 1947.
  - Informale 1954-1990 — Frank Ragano — imprigionato nel 1990, morto nel 1998.